# Чарлтон, Корнелиус
Корне́лиус Ча́рлтон (24 июля 1929 — 2 июня 1951) — сержант армии США, участник Корейской войны. Посмертно награждён медалью Почёта за свои действия близ деревни Чипо-ри, Южная Корея 2 июня 1951 года.
Родился в шахтёрской семье в штате Западная Виргиния в 1929 году. Во время второй мировой войны перебрался в Бронкс, г. Нью-Йорк. По окончании хай-скул в 1946 году Чарлтон вступил в ряды ВС США. Сначала он служил в оккупированной Германии, затем в оккупированной Японии на административных должностях, после чего попросил о переводе на фронт. Будучи американцем-негром, он получил назначение в сегрегированный 24-й полк 25-й пехотной дивизии, сражавшейся в Корее. В ходе битвы за высоту 543 близ деревни Чипо-ри Чарлтон после ранения офицера принял командование над взводом и повёл его в три атаки на высоту, завершившиеся успехом. Чарлтон продолжил вести взвод, несмотря на полученные смертельные ранения пока китайцы, занимавшие высоту, не были разбиты и благодаря этому спас свой взвод. За эти действия Чарлтон удостоился медали Почёта.
В дальнейшем Чарлтон был отмечен несколько раз, но так и не был погребён на Арлингтонском кладбище. Его семья обвинила в этом расовую дискриминацию. Эта свара привлекла всеобщее внимание, и в итоге Чарлтон был перезахоронен на Арлингтонском кладбище.

## Биография
Корнелиус Чарлтон родился 24 июля 1929 года в общине Ист-Галф в штате Западная Виргиния. Он был восьмым из 17 детей шахтёра Вана Чарлтона, работавшего на добыче угля и Клары Чарлтон, урождённой Томпсон, домохозяйки. В 1949 году Корнелиус перебрался в Коалвуд, западная Виргиния, чтобы жить со своим братом Артуром. В 1944 году семья переехала в Бронкс, г. Нью-Йорк. Ван Чарлтон занял место управдома. Корнелиус поступил в хай-скул имени Джеймса Монро. Семья и друзья звали его по прозвищу «Конни».
Ещё в детстве Корнелиус изъявлял желание вступить в ряды армии США. Во время учёбы в хай-скул он умолял родителей позволить ему бросить учёбу и пойти в армию, чтобы принять участие во Второй мировой войне, но его родители отвечали отказом. Когда Чарлтон в 1946 году окончил хай-скул он сохранил желание поступить в армию и его родители подписали бумаги, позволив своему 17-летнему сыну пойти на службу.
В ноябре 1946 года Корнелиус поступил на базовую боевую подготовку рекрутов. В то время армия сохраняла расовую сегрегацию. В 1948 году президент США Гарри Трумэн издал указ №9981 об отмене расовой сегрегации в вооружённых силах. Тем не менее, на деле многие части сохранили сегрегацию, и негры в основном находились в обслуге и на небоевой службе. До введения полной интеграции в войсках прошло несколько лет.
По завершении базовой подготовки Чарлтон был отправлен в оккупированную Германию, где прослужил весь срок. Он решил продлить срок службы и следующее назначение получил в военный сапёрный батальон на Абердинском испытательном полигоне  г. Абердин, штат Мэриленд.
В 1950 году Чарлтон получил назначение в оккупационные силы в Японии и получил административный пост на о. Окинава в сапёрной группе восьмой армии США. Однако Чартон решил принять участие в Корейской войне и попросил перевода в фронтовую часть в Южной Корее. Он получил назначение в роту С первого батальона 24-го полка 25-й пехотной дивизии. Полк был на деле сегрегированной частью, полностью сформированной из негров, которых вели в бой белые офицеры. До своего прибытия в сентябре 1950 году командование отмечало низкую эффективность полка, были слышны обвинения в трусости. Командир дивизии генерал-майор Уильям Б. Кин требовал распустить полк, считая его «ненадёжным».
В начале 1950 года Чарлтон прибыл в роту С первого батальона и столкнулся с подозрительным отношением со стороны офицеров и лидеров своей части. Будучи в звании сержанта он возглавил отделение третьего взвода и вскоре впечатлил ротного командира своими прирождёнными лидерскими качествами, его отделение стало образцовым. В мае 1951 года Чарлтон стал взводным сержантом, и его командир рекомендовал его к повышению по званию.

## Подвиг
«Он собрал оставшихся людей, и мы начали подниматься на вершину. Враг хорошо укрепился, …мы не могли его достать. Гранаты падали на нас, и мы были отогнаны назад, отброшены вниз. Мы сделали новую попытку, но снова неудачно. Сержант Чарлтон сказал, что сделает это на этот раз и закричал «Вперёд!» и мы снова пошли в наступление. На этот раз мы достигли вершины. Я видел, как сержант взобрался на вершину и атаковал бункер с другой стороны. Он захватил орудие, но был убит взрывом гранаты. »
Рядовой первого класса Рональд Холмс, один из подчинённых Чарлтона вспоминает бой за участие в котором Чарлтон удостоился медали Почёта.
Оригинальный текст (англ.)"He got the rest of the men together, and we started for the top. The enemy had some good emplacements ... we couldn't get to him. Grenades kept coming at us and we were chased back down. Again we tried, but no luck. Sgt. Charlton said he was going to make it this time, and he yelled 'Let's go,' and we started up again. We reached the top this time. I saw the sergeant go over the top and charge a bunker on the other side. He got the gun but was killed by a grenade."

PFC Ronald Holmes, one of Charlton's subordinates, recounting his Medal of Honor action.
— 
2 июля рота С отправилась на захват высоты 543 близ деревни Чипо-ри. Высота была защищена хорошо окопавшейся китайской пехотой и миномётами на вершине горы. В ходе первой попытки наступления на высоту рота понесла тяжёлые потери, командир третьего взвода был смертельно ранен. Чарлтон принял командование над взводом и реорганизовал его для новой атаки. В итоге плотный огонь противника вынудил роту отступить с горы.
Трижды Чарлтон вёл взвод на вершину под плотным огнём китайских миномётов и пехоты. Несмотря на растущие потери, взвод медленно продвигался вперед. Чарлтон в одиночку уничтожил две китайские позиции и убил шестерых китайских солдат огнём из винтовки и гранатами. Во время одной из атак Чарлтон был ранен в грудь, но отказался от медицинской помощи и повёл роту вперёд. Чарлтон продолжал вести наступление перед взводом и несколько раз отделялся от взвода. Очевидцы потом воспоминали, что Чарлтон продолжал идти в наступление «зажимая рану в груди рукой а в другой неся карабин М1».
Взвод под командованием Чарлтона захватил позиции китайской пехоты, но заметил на дальней стороны высоты китайский бункер, откуда вели огонь китайские миномёты. По воспоминаниям рядового первого класса Рональда Холмса находившегося во взводе Чарлтон решил разрушить бункер, его последними словами были: «Вперёд». Он поднял взвод в новую атаку и пошёл впереди взвода. Чарлтон в одиночку поднялся на вершину, где были расположены китайские миномёты, стреляя по укреплениям. Чарлтон был ранен взрывом китайской гранаты, но продолжал стрелять, пока позиция не была уничтожена. Чарлтон впоследствии умер от ран, причинённых взрывом гранаты. Он всё же был отмечен за спасение большей части взвода, который попал под плотный огонь миномётов.         

## Похороны
После смерти Чарлтона возник спор о месте его погребения. В 1951 году для него не было предложено место на Арлингтонском национальном кладбище, которое обычно предоставлялось для всех награждённых медалью Почёта. Представители армии США позднее заявили, что виной этому стала «административная ошибка», однако семья Чарлтона полагала, что упущение стало результатом расовой дискриминации. Чарлтон был похоронен на кладбище Брайана, сегрегированном кладбище в Брамвелле, штат Западная Виргиния в 1951 году. Военные власти не предлагали перезахоронить Чарлтона на Арлингтонском кладбище до 1989 года, его семья ответила отказом, увидев в этом дискриминацию. Отделение № 32 американского легиона предложило похоронить Чарлтона на своём собственном кладбище. 10 марта 1989 года Чарлтон был похоронен там с полными военными почестями. На церемонии присутствовали конгрессмен, несколько армейских генералов и почётный взвод. Чарлтон стал единственным негром, из 252 человек, похороненных на этом кладбище. Скандал привлёк внимание нации после публикации в газете Los Angeles Times. 12 ноября 2008 года благодаря усилиям других кавалеров медали Почёта Чарлтон был в итоге перезахоронен на Арлингтонском национальном кладбище, где и покоится по настоящее время.

## Почести

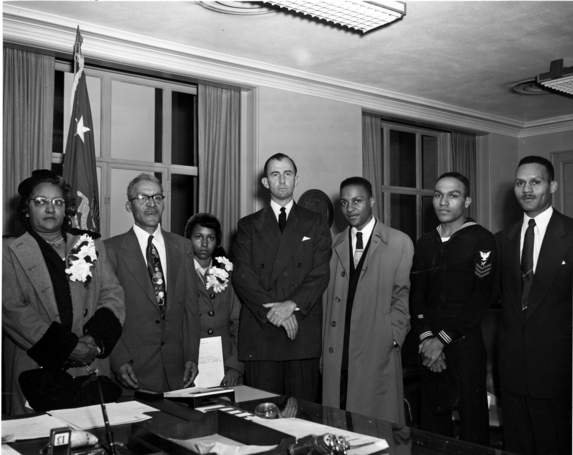
Семья Чарлтона вместе с министром армии Фрэнком Пейсом, 1952 год/

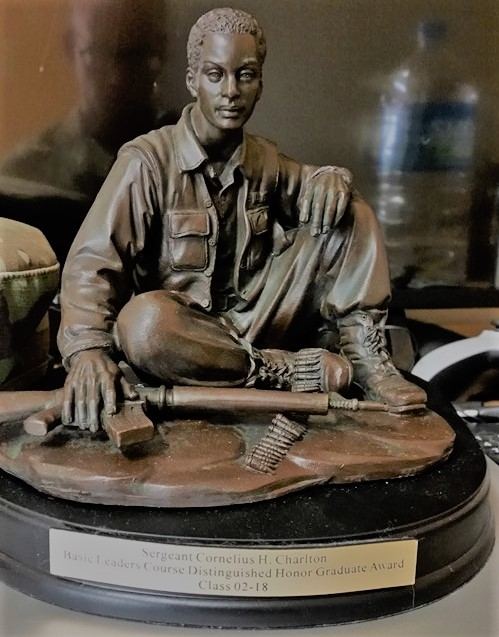
Награда Award for Distinguished Honor Grad в академии Wightman NCOA.

12 марта 1952 года министр армии США Фрэнк Пэйс вручил медаль родителям Чарлтона.
В 1952 году командование армии США назвало паромное судно №84 циркулирующее у острова Говернорс в заливе Нью-Йорка в честь Чарлтона. В сентябре 1954 года власти Западной Виргинии назвали в честь Чарлтона мост на дороге West Virginia Turnpike (мемориальный мост Чарлтона на трассе 77). В 1952 году парк в районе Морисания, Бронкс был назван в честь Чарлтона. В 1958 году в память о Чарлтоне были разбиты несколько садов в парке Ван Кортландт в Южном Бронксе. Эти сады являются местом проведения ежегодных мероприятий по празднованию Дня поминовения в местном районе, где поминаются Чарлтон и другие жители Бронкса, убитые в Корейской войне. В 1993 году в честь Чарлтона был назван новый комплекс американских (Корейское подкомандование) казарм в южной Корее. В 2000 году в строй ВМС США вошёл грузовой транспорт USNS Charlton класса Ватсон. Сестра Чарлтона Фейри М. Пападопулос выступила коспонсором корабля. Почётный выпуск командиров в академии Wightman NCO Academy в Корее получил статую Чарлтона.

## Награды
Чарлтон получил следующие награды:
| A metal device depicting a blue bar with a rifle, in front of a wreath of silver leaves.    |                                                 |  |                                    |  |
| A light blue military ribbon with five white stars with five points each.                   | A purple ribbon with white stripes on each end. |  |                                    |  |
| Бронзовая звезда за службу                                                                  |                                                 |  | A blue ribbon with a gold outline. |  |
| A yellow circular emblem with a blue "4" overlaid in normal and reverse, with a blue border |                                                 |  |                                    |  |

| Значок боевого пехотинца                              |                                |                                       |                                           |                                           |
| Медаль Почёта                                         | Пурпурное сердце               | Медаль Победы во Второй мировой войне | Медаль «За службу национальной обороне»   |                                           |
| Медаль «За службу в Корее» (США) со звездой за службу | Медаль «За службу ООН в Корее» | Медаль «За службу на Корейской войне» | Благодарность президента Республики Корея | Благодарность президента Республики Корея |
| Нарукавный шеврон (SSI-FWTS) 25-й пехотной дивизии    |                                |                                       |                                           |                                           |

### Наградная цитата медали Почёта
Чарлтон стал вторым из двух негров получивших медаль Почёта (первым был Уильям Томпсон, награждённый посмертно за боевые действия в составе 24-го пехотного полка во время обороны Пусанского периметра). Томпсон и Чарлтон стали первыми афроамериканцами, представленными к медали Почёта после Испано-американской войны, хотя позднее были представлены несколько ветеранов второй мировой войны. Эти два представления прошли с задержкой, поскольку командиры отказывались утвердить номинации.

«Сержант Чарлтон из роты С отличился благодаря выдающейся храбрости и отваге выполняя и превзойдя долг в бою с врагом. Его взвод атаковал сильно укреплённые вражеские позиции на господствующей высоте, когда командир взвода был ранен и эвакуирован. Сержант Чарлтон принял командование, сплотил людей и повёл их на высоту. Он лично зачистил две вражеские позиции и уничтожил шестерых [солдат] противника своей винтовкой и гранатами. Он продолжал подниматься по склону, пока его часть не понесла тяжёлые потери и стала спускаться вниз. Он перегруппировал людей и повёл их вверх, но был снова отброшен, оказавшись под дождём гранат. Несмотря на серьёзную рану в грудь сержант Чарлтон отказался от медицинской помощи и возглавил третий дерзкий штурм, приведший солдат на вершину хребта. Увидев, что оставшиеся укрепления задерживающие наступление находятся на заднем склоне, он в одиночку атаковал их, снова попал под разрыв гранаты, но обрушил на [вражескую] позицию опустошительный огонь, разгромив защитников наголову. Раны, полученные Чарлтоном в ходе его смелых подвигов, привели к его смерти, но своим неукротимым мужеством, превосходным лидерством и величавым самопожертвованием он заслужил высочайшую честь для себя, пехоты и военной службы.           ».
Оригинальный текст (англ.)Sgt. Charlton, a member of Company C, distinguished himself by conspicuous gallantry and intrepidity above and beyond the call of duty in action against the enemy. His platoon was attacking heavily defended hostile positions on commanding ground when the leader was wounded and evacuated. Sgt. Charlton assumed command, rallied the men, and spearheaded the assault against the hill. Personally eliminating 2 hostile positions and killing 6 of the enemy with his rifle fire and grenades, he continued up the slope until the unit suffered heavy casualties and became pinned down. Regrouping the men he led them forward only to be again hurled back by a shower of grenades. Despite a severe chest wound, Sgt. Charlton refused medical attention and led a third daring charge which carried to the crest of the ridge. Observing that the remaining emplacement which had retarded the advance was situated on the reverse slope, he charged it alone, was again hit by a grenade but raked the position with a devastating fire which eliminated it and routed the defenders. The wounds received during his daring exploits resulted in his death but his indomitable courage, superb leadership, and gallant self-sacrifice reflect the highest credit upon himself the infantry, and the military service.— 

## Комментарии
1. ↑  American Battle Monuments Commission ошибочно заявляет, что Чарлтон является ветераном второй мировой войны.
2. ↑  Риф утверждает, что это была высота 1147, но другие источники этого не подтверждаютReef, 2010, p. 70
3. ↑  С 2000 года медаль стали вручать задним числом всем американским военным, участвовавшим в Корейской войне.